# Habrocneminae
Habrocneminae es una subfamilia de insectos ortópteros caelíferos perteneciente a la familia Acrididae. Se encuentra en el sur de China y Birmania.

## Géneros
Según Orthoptera Species File (31 mars 2010):
- Habrocnemis Uvarov, 1930
- Tectiacris Wei & Zheng, 2005